# Gare de Villeurbanne
Gare de Villeurbanne vasútállomás Franciaországban, Villeurbanne településen.

## Vasútvonalak
Az állomást az alábbi vasútvonalak érintik:
- Lyon–Saint-Genix d'Aoste-vasútvonal

## Kapcsolódó állomások
A vasútállomáshoz az alábbi állomások vannak a legközelebb: